# Gouvernement Rhodri Morgan I
Pour les articles homonymes, voir Gouvernement Morgan.
5e exécutif dévolu du pays de Galles
Morgan III 
 (cabinet) Morgan II
Le premier gouvernement de Rhodri Morgan est le cinquième exécutif gallois dévolu entre le 31 mai et le 19 juillet 2007, sous la IIIe législature de l’Assemblée nationale du pays de Galles.
Il est dirigé par Rhodri Morgan, chef du Labour, à la tête d’une majorité relative au sein de la chambre élue quatre semaines plus tôt. Il succède au troisième cabinet Morgan (2003-2007) et précède le second gouvernement Morgan (2007-2009).

## Histoire

### Contexte politique
Depuis mai 2003, le Labour gouverne seul dans le cadre d’un gouvernement de l’Assemblée galloise dirigé par Rhodri Morgan. Ainsi, sous la deuxième mandature (2003-2007), un seul cabinet est nommé pendant toute la mandature alors que les travaillistes détiennent 30 des 60 sièges de l’Assemblée nationale du pays de Galles. Un remaniement est simplement opéré en janvier 2005,.
En juillet 2002, le premier ministre missionne une commission indépendante conduite par lord Richard chargée de s’assurer que l’Assemblée est en mesure de fonctionner dans le meilleur intérêt des habitants du pays de Galles s’agissant de ses pouvoirs et des dispositions électorales. Le rapport de la commission, publié en mars 2004, prône le développement de pouvoirs législatifs de l’Assemblée dans certains domaines tandis que Westminster conserverait le reste des compétences légales. Aussi, il propose la mise en œuvre d’un scrutin à vote unique transférable (single transferable vote en anglais, STV) pour les élections de l’Assemblée qui aurait l’avantage d’introduire plus de proportionnalité,,.
En réponse au travail de la commission, le Gouvernement du Royaume-Uni publie en juin 2005 un livre blanc intitulé Better Governance for Wales. Il s’agit d’attribuer davantage de pouvoirs législatifs à l’Assemblée dans le cadre de décrets parlementaires en Conseil. La capacité totale à légiférer à l’instar du Parlement écossais est conditionnée à la tenue d’un référendum à partir de 2011. De nombreuses recommandations de la commission ne sont pas prises en compte si bien que le livre blanc est critiqué par Plaid Cymru, les Liberal Democrats et les Conservatives.
Le Government of Wales Act 2006, la loi du Parlement mettant en place les propositions du livret blanc, reçoit la sanction royale le 25 juillet 2006. Tout en séparant la branche exécutive — le « gouvernement de l’Assemblée galloise » — de la législature, elle permet à court terme à l’Assemblée de légiférer dans des domaines précis au travers d’une mesure (Assembly Measure en anglais et Mesur y Cynulliad en gallois). Son entrée en vigueur est remise aux élections suivantes de l’Assemblée,.
En mai 2007, à la suite des élections générales de l’Assemblée nationale du pays de Galles, aucune majorité parlementaire ne se dégage. Toutefois, le Labour conserve le plus grand nombre des sièges (26 sur 60) et doit s’allier à d’autres formations politiques comme les Liberal Democrats (6 membres), ou Plaid Cymru (15 membres) pour éviter une assemblée minoritaire. Aussi, une coalition des partis d’opposition (Lib Dem, Plaid et Conservatives) est envisagée mais elle est rejetée à la fin du mois de mai,,.

### Mise en place et évolution du gouvernement
Le 25 mai 2007, trois semaines après les élections, Rhodri Morgan est finalement reconduit dans sa fonction de premier ministre : si la durée avait excédé les 28 jours après l’élection du 3 mai, l’Assemblée aurait été dissoute automatiquement et un nouveau scrutin aurait été organisé. Il conduit pour la seconde fois un gouvernement minoritaire qu’il nomme une semaine plus tard, le 31 mai. Ce dernier se compose de 7 ministres et de 5 vice-ministres travaillistes,,.
Des pourparlers entre les différents partis restent en cours pendant la période de minorité gouvernementale. D’ailleurs, un conseil national de Plaid Cymru doit se tenir en juillet 2007 afin d’envisager les types de coalition possibles mais les démocrates-libéraux refusent de rejoindre Plaid et le Labour dans un cabinet gouvernemental. Un accord de coalition entre les deux principaux groupes parlementaires est finalement présenté par le Labour et Plaid à la fin du mois de juin 2007 : le One Wales (en),.
L’accord est soumis à l’approbation des organes des partis : le Labour appuie largement le One Wales le 6 juillet 2007 et Plaid le lendemain. À la tête de l’opposition depuis 1999, Plaid Cymru participe au gouvernement comme d’autres formations nationalistes en Écosse et en Irlande-du-Nord huit ans après la mise en place de la dévolution du pouvoir. Le cabinet prend officiellement fin le 19 juillet 2007, jour de la formation du second gouvernement Morgan,,.

## Statut

### Intitulé gouvernemental
Au sens de la disposition 45 du Government of Wales Act 2006, l’exécutif désormais séparé de l’Assemblée nationale du pays de Galles est appelé le « gouvernement de l’Assemblée galloise » (Welsh Assembly Government en anglais et Llywodraeth Cynulliad Cymru en gallois), le nom que le cabinet de l’Assemblée avait choisi de s’attribuer depuis 2002 bien que cette prérogative ne lui soit pas octroyée dans le Government of Wales Act 1998,,.

### Postes ministériels
Chaque membre du gouvernement de l’Assemblée galloise prend rang selon l’ordre hiérarchique ministériel établi :
1. Le premier ministre (First Minister en anglais et Prif Weinidog en gallois)[a] ;
2. Les ministres (Ministers en anglais et Ggweinidogion en gallois)[b] ;
3. Les vice-ministres (Deputy Ministers en anglais et Dirprwy Weinidogion en gallois)[c].

## Composition

### Cabinet
Les ministres du cabinet sont nommés le 25 mai 2007. Carl Sargeant, en qualité de whip en chef, y siège.
| Poste | Identité      | Mandat                   | Parti | Parti  |
| --- | ------------- | ------------------------ | ----- | ------ |
| Premier ministre First Minister                                                                                              | Rhodri Morgan | 25 mai — 19 juillet 2007 |       | Labour |
| Ministre de la Santé et des Services sociaux Minister for Health and Social Services                                         | Edwina Hart   | 31 mai — 19 juillet 2007 |       | Labour |
| Ministre de l’Éducation, de la Culture et de la Langue galloise Minister for Education, Culture and the Welsh Language       | Carwyn Jones  | 31 mai — 19 juillet 2007 |       | Labour |
| Ministre de l’Économie et du Transport Minister for the Economy and Transport                                                | Brian Gibbons | 31 mai — 19 juillet 2007 |       | Labour |
| Ministre de la Durabilité et du Développement rural Minister for Sustainability and Rural Development                        | Jane Davidson | 31 mai — 19 juillet 2007 |       | Labour |
| Ministre de la Justice sociale et de la Prestation du service public Minister for Social Justice and Public Service Delivery | Andrew Davies | 31 mai — 19 juillet 2007 |       | Labour |
| Ministre du Budget et des Affaires d’assemblée Minister for Budget and Assembly Business                                     | Jane Hutt     | 31 mai — 19 juillet 2007 |       | Labour |
| Conseiller général Counsel General                                                                                           | —             | Vacance                  |       | Labour |
| Titulaire d’un poste ayant des dispositions particulières pour être membre du cabinet                                        |               |                          |       |        |
| Whip en chef Chief Whip | Carl Sargeant | 31 mai — 19 juillet 2007 |       | Labour |

### Vice-ministres
Les vice-ministres sont nommés le 31 mai 2007,.
| Poste | Identité         | Mandat                   | Parti | Parti  |
| --- | ---------------- | ------------------------ | ----- | ------ |
| Vice-ministre des Affaires d’assemblée Deputy Minister for Assembly Business                                                             | Carl Sargeant    | 31 mai — 19 juillet 2007 |       | Labour |
| Vice-ministre de l’Économie et du Transport Deputy Minister for Economy and Transport                                                    | Huw Lewis        | 31 mai — 19 juillet 2007 |       | Labour |
| Vice-ministre de la Santé et des Services sociaux Deputy Minister for Health and Social Services                                         | Gwenda Thomas    | 31 mai — 19 juillet 2007 |       | Labour |
| Vice-ministre de la Justice sociale et de la Prestation du service public Deputy Minister for Social Justice and Public Service Delivery | Leighton Andrews | 31 mai — 19 juillet 2007 |       | Labour |
| Vice-ministre de l’Éducation, de la Culture et de la Langue galloise Deputy Minister for Education, Culture and Welsh Language           | John Griffiths   | 31 mai — 19 juillet 2007 |       | Labour |
| Titulaire d’un poste ayant des dispositions particulières pour être considéré parmi les vice-ministres                                   |                  |                          |       |        |
| Président du comité de surveillance du Programme du pays de Galles Chair of the All-Wales Programme Monitoring Committee                 | Jeffrey Cuthbert | 31 mai — 19 juillet 2007 |       | Labour |